# Andra boerkriget
Andra boerkriget 1899–1902 utkämpades om herraväldet i Sydafrika mellan boerrepublikerna Transvaal och Oranjefristaten understödda av en boerresning i vissa delar av Kapkolonin på den ena sidan, mot Storbritannien på den andra sidan. Första boerkriget utspelades 1880–1881.
Kriget kom att bli militärhistoriskt betydelsefullt på många sätt. Kriget var det första där taggtråd användes försvarstekniskt i större sammanhang. Framgångarna för boernas små skyttegrupper med välkamouflerade soldater mot mångdubbelt större brittiska enheter kom att innebära att man insåg betydelsen av att frångå den traditionella slagfältsstrategin med stora infanterigrupper som rörde sig framåt i öppen terräng. De brittiska soldaternas röda rockar som på långt håll blev måltavlor för boersoldaterna var också något som britterna slutade med efter detta krig, och det påverkade uniformsutvecklingen i hela världen. I Sverige antogs uniform m/1906 som var direkt inspirerad av boersoldaternas uniform. 

## Bakgrund
Närmast framkallades kriget genom konflikten mellan den härskande klassen i Transvaal och i republiken bosatta så kallade uitlanders ("utlänningar"), kolonister som i samband med landets diamant- och guldfyndigheter invandrat varav de flesta var av brittisk härkomst. Åt dessa ville inte boerregeringen ge medborgarrätt, och konflikten skärptes ytterligare då den brittiska regeringen åtog sig uitlanders sak. Maktinnehavarna i de båda boerrepublikerna strävade dessutom efter att nå ett politiskt övertag åt boerna bland Sydafrikas vita befolkning, och om så krävdes tränga undan britterna för att uppnå detta.
Efter Jamesonräden, ett misslyckat försök att utlösa ett uppror bland uitlanders, rustade boerna upp. År 1897 slöt Transvaal och Oranjefristaten ett anfalls- och försvarsförbund; vapen och ammunition köptes i Europa och forslades på den portugisiska järnvägen från Lourenço Marques till Pretoria. När en petition av uitlanders senare anropade Storbritannien om hjälp inledde den brittiske överkommissarien för Sydafrika, Alfred Milner, underhandlingar med Transvaals president Paul Kruger. Milner krävde att varje invandrare skulle få rösträtt efter fem års vistelse i landet samt att valkretsindelningen skulle ändras så att en fjärdedel av alla platser i folkrådet skulle tillfalla det industrialiserade område där många av utlänningarna bodde. Kruger och folkrådet visade sig beredda att göra en del medgivanden men betonade hela tiden i underhandlingarna att Transvaal var en fullständigt oberoende stat och att Storbritannien måste förbinda sig att vid nya konflikter underkasta sig utslaget av en skiljedomstol.
Transvaals oavhängighet var visserligen erkänd i tidigare fördrag när det gällde landets inre angelägenheter, men boerna hade inte rätt att underhandla med främmande makter utan Storbritanniens förmedling. Därför vägrade den brittiske kolonialministern Joseph Chamberlain att samtycka till skiljedom. Under sommaren 1899 började Storbritannien att rusta och förstärka sina dittills svaga stridskrafter i Sydafrika. Den 27 september införde boerrepublikerna allmän mobilisering.
Till slut krävde Chamberlain, förutom rösträtt för uitlanders, fullständigt kommunalt självstyre för Johannesburg, att rättskipningen skulle bli oberoende av folkrådet, att det statliga dynamitmonopolet skulle avskaffas, att Johannesburgs befästning skulle slopas samt att engelsk undervisning skulle införas i statens skolor. Kruger avböjde dessa krav och kom den 10 oktober 1899 med ett eget ultimatum: Storbritannien skulle inom 24 timmar meddela att man gick med på att hänskjuta alla tvistefrågorna till en skiljedomstol och dra tillbaka alla trupper som förts till Sydafrika sedan den 1 juni 1899. Då Chamberlain förklarade att dessa villkor inte kunde diskuteras, inledde boerna kriget genom att övergå gränsen, den 11 oktober.

## 1899

### Inledning
Boernas sammanlagda väpnade styrka uppgick då till knappt 38 000 man (23 000 transvaalare och 15 000 boer från Fristaten). Totalt beräknas att något över 50 000 av de båda republikernas invånare ska ha deltagit i kriget. Därtill kom senare ungefär 10 000 upprorsmän i Kapkolonin och omkring 2 500 utländska frivilliga, däribland svensken Ivor Thord-Gray. Antalet boertrupper i fält varierade mycket.
Av den brittiska arméns 180 000 reguljära trupper fanns på sommaren 1899 endast omkring 10 000 man i Sydafrika. Först i mitten av september sändes från Indien en förstärkning på 5 600 man. Även i hast uppsatta lokala och frivilliga kårer (till ett antal av sammanlagt omkring 8 000 man) inräknade, var alltså de brittiska trupperna vid krigets början  underlägsna boerna i antal, liksom överhuvud i stridsduglighet för ett sydafrikanskt fälttåg. Britternas situation var därför de första veckorna kritisk.
En armékår på omkring 40.000 man under general Redvers Buller avsändes kort efter krigsutbrottet mot Sydafrika, men beräknades anlända först i mitten av november.

### Framgångar för boerna
Boerna öppnade fientligheterna genom ett kombinerat infall från Fristaten och Transvaal i norra Natal, vilket ledde till att Mafeking i den till Kapkolonin hörande delen av Bechuanaland samt Kimberley, där försvaret leddes av Cecil Rhodes, inneslöts av deras belägringstrupper. Britterna längst norrut i Natal som var placerade där på denna kolonis begäran under general Penn Symons' befäl, riskerade att inringas. De försökte av politiska skäl in i det längsta hålla Dundee och lyckades även (20 oktober) med stora förluster vid Talana Hill driva tillbaka de anryckande transvaalboernas vänstra flygel under Lucas Meyer. Symons stupade i striden. Brigadgeneral James Herbert Yule fick av Natalarmens nyanlände befälhavare George Stewart White order att genast dra sig tillbaka då denna framskjutna ställning var ohållbar och britternas koncentrationspunkt vid Ladysmith ansågs hotad. Utan att antastas av fienden, men medtagen av besvärliga marscher, uppnådde Yules styrka 26 oktober på en omväg Ladysmith. White hade under tiden skickat fram trupper för att täcka återtåget från Dundee, och den käcke kavallerigeneralen French lyckades riva upp en oförsiktigt långt framskjuten boerstyrka under general Kock vid Elands-laagte (21 oktober). 
Transvaalboernas överbefälhavare, general Petrus Jacobus Joubert, fortsatte emellertid långsamt sin frammarsch, och under sina oförsiktigt planerade försök att kasta boerna tillbaka och hindra Joubert från att i förening med Fristatstrupperna innesluta Ladysmith led White ett allvarligt nederlag (striderna vid Lombard's Kop och Modder Spruit 30 oktober). Han måste själv återgå till Ladysmith. Överste Carletons kapitulation med omkring 1 000 man (vid Nicholson's Nek) gjorde nederlaget dubbelt kännbart, i det att boernas segervisshet därigenom stärktes och den på många håll rådande misstron mot krigspolitiken försvann och upprorsrörelsen i Kapkolonin tog fart på allvar. Det var också dessa brittiska motgångar, som gav presidenten Steijn mod att låta Oranjefristatens trupper rycka in i Kapkolonin.

### Inmarsch i Kapkolonin
Betydelsefullast av boernas rörelser på den västra krigsskådeplatsen var Fristatskommandonas genomförda inmarsch i norra delen av Kapkolonin över Oranjefloden. Deras ankomst ledde till att det hotande upproret bröt ut. Såväl där som i Bechuanaland och Natal förklarades de områden de höll besatta för annekterade av Oranjefristaten eller Transvaal. Infallet i Kapkolonien började 1 november, dagen efter den utsedde brittiske överbefälhavarens, sir Redvers Bullers, ankomst till Kapstaden. Största delen av den enda armékår, som i England ansågs tillräcklig för boernas besegrande, befann sig ännu på havet. Buller måste avdela en god del av densamma till skydd för Natal och hjälp åt den hårt ansatte White med hans 13 000 man i Ladysmith. En annan del sändes under lord Methuen att så fort som möjligt undsätta Kimberley, där överste Kekewich med omkring 3 000 man sedan 4 november belägrades av Fristatsboer under Wesseis och en transvaalsk trupp under De la Rey. I Mafeking försvarade sig överste Baden-Powell på egen hand framgångsrikt mot en mångdubbelt överlägsen boerstyrka under general Piet Cronjé och kommendant Snyman. 
För att tills vidare uppehålla de inträngande boerskarorna i norra Kapkolonin och i möjligaste mån motverka upprorets utbredning sändes generalerna French och Gatacre, den förre med en kavalleridivision österut från De Aar (vid järnvägen från Kapstaden) mot järnvägsknuten Naauwport, den senare med en rätt brokigt sammansatt truppstyrka bestående av mest fotfolk, uppför den från East London norrut gående banan i riktning mot den förut förhastat utrymda viktiga järnvägsknuten Stormberg. Denna nödvändiga utspridning av de tillgängliga stridskrafterna hindrade Buller från att följa sin ursprungliga fälttågsplan att med användande av de tre norrut gående järnvägslinjerna företa en inryckning i Fristaten och där koncentrera sina trupper mot Bloemfontein, för att sedan marschera mot Pretoria. I stället måste han ägna allt större omsorg åt Natal, där Ladysmith sedan 4 november var fullständigt inneslutet och Joubert av sin käcke underbefälhavare Louis Botha låtit övertala sig att med omkring 3 500 man utvalda trupper företa en expedition nedåt Natals huvudstad Pietermaritzburg, dit vägen låg nästan öppen, innan tillräckliga förstärkningar hunnit landsättas i Durban och sändas uppåt landet.
Buller avreste (22 november) själv till Natal för att pådriva försvarsåtgärderna där, innan han återupptog sin ursprungliga fälttågsplan. När Buller anlände hade general Hildyard utkämpat en oavgjord strid vid Willow Grange (23 november) mot det söderut framskjutna boerdetachemanget, och detta hade omedelbart därefter av fruktan att komma mellan två eldar retirerat till Colenso vid Tugelafloden. Den med hela anfallspolitiken missnöjde och i sina rörelser ytterligt försiktige Joubert skadades genom ett olycksfall under denna expedition, varför befälet vid Colenso övergick till den energiske Botha. Faran för Pietermaritzburg och södra Natal var för ögonblicket förbi, men Ladysmiths undsättning visade sig vara ett så besvärligt företag, att Buller helt tvingades ägna sig åt detta och inte enligt sin ursprungliga avsikt kunde återvända till sin egentliga post i Kapkolonin, där överbefälhavarens frånvaro hade en skadlig inverkan på förberedelserna till framryckningen.

### Den svarta veckan
December månad utmärktes av upprepade bakslag för britterna. Methuen lyckades under sin frammarsch mot Kimberley genom förlustrika frontanfall driva undan de boer, som försökt uppehålla honom först vid Belmont (23 november) och sedan (25 november) vid Graspan (Enslin), men från Mafeking hade Cronjé ryckt söderut för att möta honom, och i den blodiga striden vid Modder River (28 november) ledde Methuens frontanfall ej till någon avgörande seger, fastän boerna lämnade slagfältet i britternas händer. Methuens fortsatta framryckande stäcktes genom hans allvarsamma nederlag vid Magersfontein (10-11 december), där höglandsbrigaden under general Andrew Wauchope, som själv stupade, överraskades under ett nattligt anfall i strömmande regn samt sedan nästan upprevs genom boernas välriktade eld. Skandinaviska kåren sågs av Cronjé som avgörande för segern vid Magersfontein,och han skrev i ett brev till Kruger ...efter Gud får vi tacka skandinaverna för segern..., detta blev skandinavernas enda insats i kriget som förband då de på grund av stora förluster inte kunde fortsätta som egen enhet utan spreds till andra boerförband.  Dagen innan hade Gatacre lidit svåra förluster vid järnvägsknuten Stormberg (10 december), och "den svarta veckans" olyckor nådde sin kulmen, då Buller själv totalt misslyckades i sitt första försök att undsätta Ladysmith, i det att hans illa planerade och med exempellös oförsiktighet utförda angrepp mot boernas ställning vid Colenso (15 december) resulterade i en förlust av 10 kanoner och 1 127 man i döda, sårade och fångar; boernas förluster översteg ej 40 man. Buller måste retirera söderut och i mer än en månad uppskjuta alla undsättningsförsök.

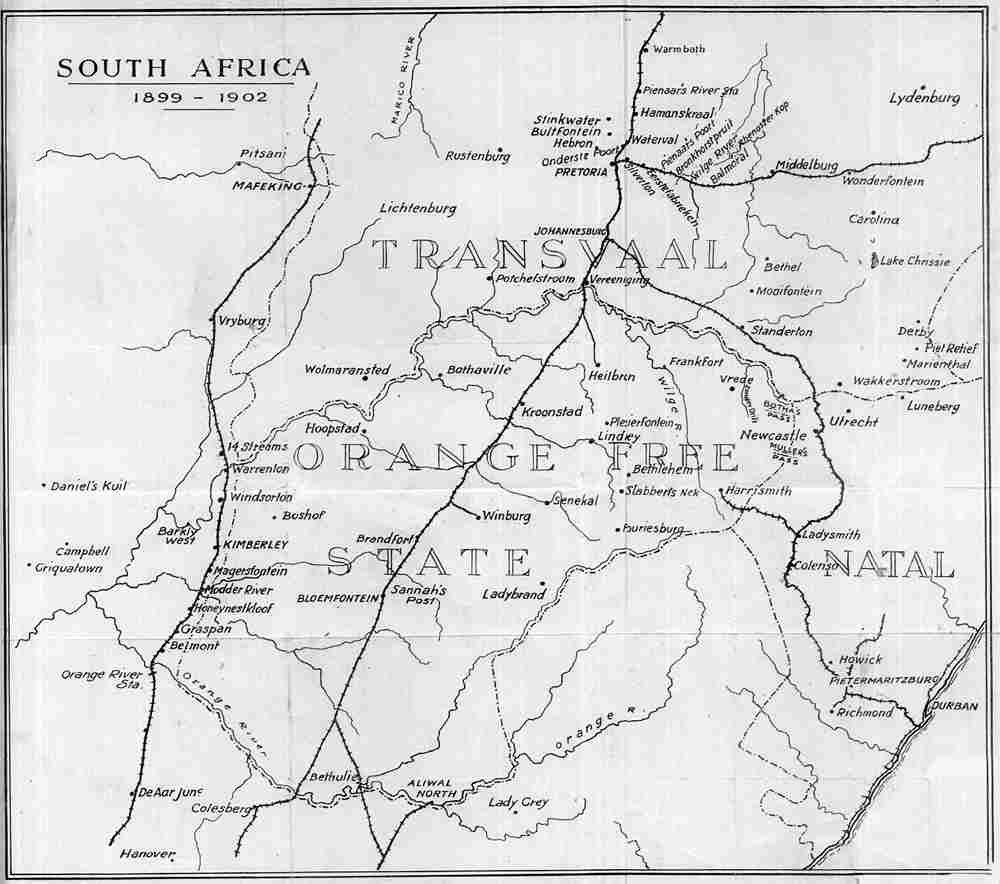
Karta över krigsområdet.

### Lord Roberts utsändande
Bullers sedermera häftigt klandrade råd till White att uppge Ladysmith avvisades av denne och föranledde regeringen att omedelbart utsända lord Roberts som högste befälhavare med general Kitchener som stabschef. Först dessa nederlag gjorde det klart för alla, hur oerhört boernas stridsvärde förut underskattats. Omfattande mobiliseringsåtgärder företogs nu, och i det brittiska rikets skilda delar uppsattes frivilliga hjälpkårer, varigenom framför allt den ödesdigra bristen på beridet manskap, särskilt kännbar vid ett krig i Sydafrika, i väsentlig mån började avhjälpas.

## 1900

### Begynnande framgångar för britterna
De märkligaste krigshändelserna under närmast följande månad utgjordes av Frenchs framgångar i trakten av Colesberg i norra Kapkolonin och boernas tillbakaslagna stormningsförsök mot Ladysmith (6 januari 1900). Den nye brittiske överbefälhavaren, lord Roberts, anlände 10 januari till Kapstaden och grep sig genast an med fälthärens reorganisation för den planerade framryckningen mot Bloemfontein. Under tiden hade Buller, som behöll befälet i Natal och förstärkts med en division under general Warren jämte artilleri, förberett ett nytt försök att undsätta det hårt trängda Ladysmith. Han återupptog (10 januari) offensiven genom en kringgående rörelse mot boernas högra flygel, Warrens trupper överskred Tugelafloden och besatte den lägre delen av den viktiga höjden Spion Kop med 25.000, men anfölls där av Botha med 7.000 och tvingades under stora förluster utrymma höjden, varpå britterna med en förlust av 1 700 man såg sig tvungna att åter söka skydd bakom Tugela
(23-24 januari).

### Lord Roberts går till offensiv
Ett nytt försök av Buller att bryta sig fram något öster om Spion Kop vid Vaalkranz (5-6 februari) hade lika liten framgång. Nu var emellertid Roberts förberedelser avslutade. Han lät general Macdonald uppehålla boerna genom en stark demonstration mot Koodoosberg (3-9 februari) och drog under tiden till sig Frenchs kavalleri från Colesberg. French anträdde 12 februari marschen mot Kimberley och undsatte tre dagar senare den belägrade staden. Samtidigt ryckte Roberts fram mot Cronjé, som utrymde den starka ställningen vid Spytfontein och påbörjade ett hastigt återtåg, vilket vid Paardeberg (17 februari) avskars av den outtröttlige French. Följande dag anfölls Cronjé av Kitchener som efter stora egna förluster lyckades stänga in honom i Modder Rivers flodbädd. Sedan följde nio dagars hårda strider, där Christiaan de Wet och andra förtvivlade försök gjordes att undsätta Cronjé. Denne måste emellertid (27 februari) med 4 300 man kapitulera, vilket överallt bland boerna gjorde ett starkt moraliska bakslag och kan betecknas som krigets avgörande vändpunkt.
Roberts framryckning fick omedelbart sin återverkan i Natal, där boernas motståndskraft mot Buller avsevärt försvagades. Han hade sedan 9 februari förberett en ny kringgående rörelse, denna gång mot boernas vänstra flygel, besatte 18 februari den viktiga Hlangwane Hill på södra flodstranden, övergick 21-22 februari Tugela och kämpade sig under den följande veckan steg för steg fram mot Ladysmith, som äntligen 28 februari efter 118 dagars belägring undsattes. Även i norra Kapkolonin visade sig omedelbart följderna av Cronjés nederlag vid Paardeberg, i det att Fristatsboerna skyndsamt retirerade över Oranjefloden.
Lord Roberts framträngde nu raskt i Fristaten, vid Poplar Grove (7 mars) och Driefontein (10 mars) kastades boerna tillbaka, och 13 mars kunde Roberts intåga i Bloemfontein. Hans ställning där var till en början ganska sårbar, i det att hans förbindelselinjer var hotade och livsmedelstillförseln knapp. I Bloemfontein nödgades Roberts stanna sex veckor medan järnvägskommunikationerna tryggades och bristerna i härens utrustning nödtorftigt avhjälptes. Under tiden försvagades emellertid härens stridsduglighet genom en svår tarminflammationsepidemi, och djärva boeranförare, framför allt Christiaan de Wet, förmådde genom några lyckade kupper (överfallet vid Sannah's Post 31 mars, överrumplingen vid Reddersburg 4 april och inneslutningen av Wepener 9-25 april) återuppliva sina landsmäns sjunkna mod och stridslust.
Efter hand förstärktes de brittiska trupperna till att till slut omfatta 200.000 man, vilket tvingade boerna att i allt högre grad övergå till gerillakrigföring för att kunna fortsätta kriget.

### Boerna föreslår status quo
Ett fredsanbud från de båda boerpresidenterna på grundvalen av status quo före krigsutbrottet hade 11 mars avvisats av lord Salisbury. Roberts utfärdade kort därefter en proklamation, vari han utlovade skydd åt de boer, som avlämnade vapen och återvände hem, ett löfte, som britterna snart nog fann sig ur stånd att infria. Framryckningen återupptogs med maj månads ingång och rönte endast svagt motstånd: 12 maj besattes Kroonstad, 26–27 maj övergicks Vaal-floden, 31 maj erövrades Johannesburg, och 5 juni intågade lord Roberts i Pretoria. Redan 18 maj hade den tappre Baden-Powell i Mafeking blivit undsatt genom ett detachemang från Kimberley under överste Mahon i samverkan med överste Plumer från Sydrhodesia. Oranjefristaten blev genom en proklamation av lord Roberts (28 maj) formligen annekterad och som "Oranjeflodskolonien" införlivad med det brittiska riket.

### Gerillakrig

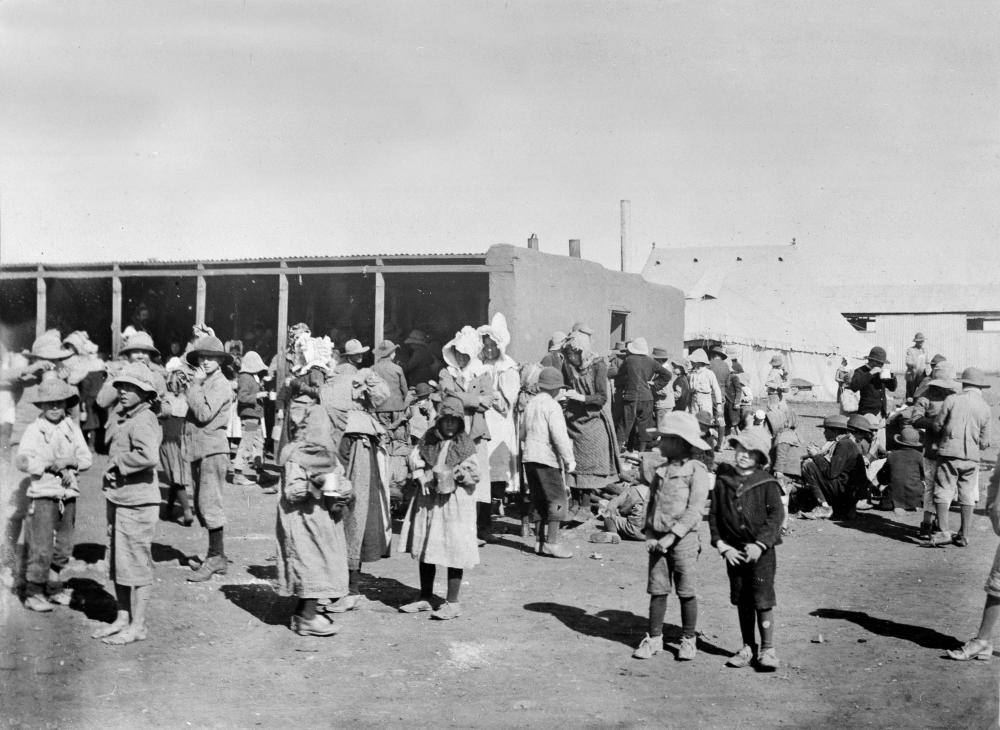
Boerkvinnor och barn i ett brittiskt koncentrationsläger.
Bilden tagen ca 1900

Med huvudstädernas erövring var boernas motståndskraft för ingen del bruten; tvärtom krävde de båda republikernas fullständiga ockupation ytterligare två års hårda strider, huvudsakligen mot smärre kringströvande skaror. Presidenten Paul Kruger hade (30 maj) flytt från Pretoria och flyttat regeringens säte till Waterval Boven på Delagoabanan. Roberts måste tränga undan Botha från Pretorias närmaste grannskap (genom striden vid Diamond Hill 12 juni) och besvärades mycket av de Wets och andras upprepade anfall på förbindelselinjerna i Fristaten (överfallet på Roodeval 7 juni och en rad liknande, av växlande lycka krönta bedrifter). Sydöstra delen av Fristaten måste med stort besvär rensas från boertrupper, vilket också skedde under ledning av generalerna Hunter och Rundle, med den framgång att Fristatens forne överbefälhavare, M. Prinsloo, kapitulerade med över 4 000 man vid Brandwater (slutet av juli), varjämte den viktiga järnvägsknuten Harrismith besattes (4 augusti). Samtidigt företog Roberts i förening med Buller, som genom passen trängt fram från norra Natal, en omfattande rörelse österut. 
Botha besegrades av de förenade brittiska trupperna vid Bergendal och Dalmanutha (26-27 augusti), norr om järnvägen förföljdes boerna av Buller, som (6 september) intog Lydenburg, och fem dagar senare nödgades Kruger lämna Transvaal och ta sin tillflykt till Lorenco Marques (nuvarande Maputo), varifrån han sedan på ett nederländskt örlogsfartyg avreste till Europa. 24 september intogs Komati Poort vid gränsen till Portugals område, över vilken kommendant Pienaar med mer än 2 000 boer måste retirera för att avväpnas av portugiserna. Boernas reguljära motstånd ansågs nu till ända, Transvaal annekterades (25 oktober), och i november lämnade lord Roberts Sydafrika, överlåtande krigsoperationernas avslutning åt Kitchener.

## 1900 och 1902

### Koncentrationslägren

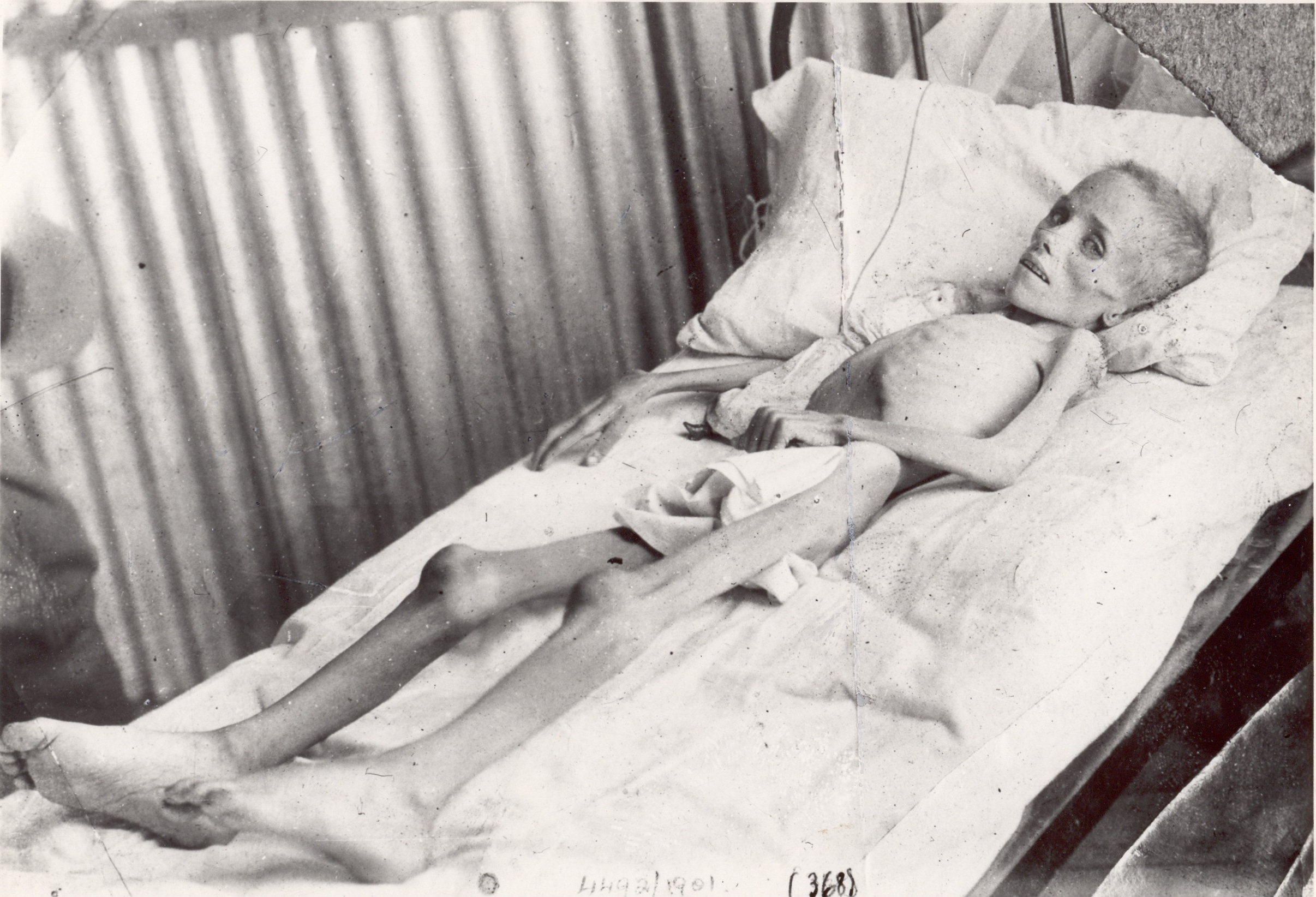
Lizzie van Zyl, fånge i ett brittiskt koncentrationsläger.

Den närmast följande tiden kännetecknades av upprepade boeranfall mot smärre brittiska avdelningar, särskilt järnvägsposteringar. Härvid utmärkte sig framför allt de Wet i Fristaten, men även De la Rey i västra och Botha i östra Transvaal. Kitchener måste vid årets slut begära ansenliga förstärkningar av beridet manskap. Från början av 1901 började han tillämpa en ny krigsmetod: han indrog en mängd detachemang, höll endast de viktigaste punkterna ständigt besatta och riktade sin förnämsta strävan på att trygga järnvägslinjerna. Den civila befolkningen ville han samla i stora koncentrationsläger samt sedan genom landets ödeläggelse omöjliggöra fortsatt väpnat motstånd. Den nya metoden ledde ej till målet, hälsotillståndet i koncentrationslägren lämnade mycket övrigt att önska, och de lättrörliga boerskarorna fortsatte alltjämt sina strövtåg. I februari 1901 inbröt de Wet till och med i Kapkolonin med över 2 000 man, men blev efter 18 dagars hetsjakt med stora förluster åter driven över Oranjefloden.

### Fredsunderhandlingar
Fredsunderhandlingar fördes vid en sammankomst i Middelburg (februari) mellan Kitchener samt Louis Botha och Krugers ställföreträdare som president, Schalk Burger; de strandade emellertid på frågan om amnesti åt frihetskämparna i Kapkolonin. Kitchener började nu i allt större skala tillämpa sin "blockhusmetod", vilken gick ut på att uppdela krigsskådeplatsen i distrikt genom kedjor av blockhus och posteringar, vilka skulle trygga förbindelselinjerna för avbrott, hämma boerskarornas strövtåg och underlätta den alltjämt pågående jakten efter större avdelningar, vapen- och ammunitionsförråd och så vidare I augusti utfärdade han en proklamation, vilken med ständig landsförvisning från Sydafrika hotade de boerledare, som ej givit sig före 15 september, samt bebådade, att underhållskostnaderna för de stridande boernas familjer från samma tid skulle drabba deras fasta och lösa egendom. Dessa hotelser tjänade emellertid endast att göra boerskarornas motstånd ännu mera förbittrat. 
I september lyckades French i Kapkolonin någorlunda få bukt med de kommandon (under Kritzinger, Scheepers m.fl.), som där länge med den lokala boerbefolkningens indirekta medverkan företagit djärva strövtåg, ibland långt nedåt kustlandet; i oktober måste emellertid hela kolonin proklameras i belägringstillstånd (under "martial law"). Mot slutet av året var blockhussystemet färdigt, och Kitchener hade till och med lyckats uppsätta en frivillig hjälpkår ("national scouts") av boer, som uppgivit striden. De Wets intagande av lägret vid Tweefontein i den forna Oranjefristaten (december) visade emellertid, vad en beslutsam boerledare ännu förmådde uträtta. 
Under de första månaderna av 1902 företogs de omfattande hetsjakter ("drives"), vilka till sist bröt boernas motståndskraft. Blockhussystemet hade gjort de brittiska strövkårerna mindre beroende av järnvägslinjerna, och deras större rörlighet jämte småningom vunnen förtrogenhet med terrängen ökade väsentligt deras effektivitet. Emellertid vann även boerna flera framgångar, av vilka lord Methuens tillfångatagande vid De la Reys anfall på en konvoj vid Tweebosch (7 mars) väckte mest uppseende. 23 mars infann sig emellertid representanter för boerna i Pretoria för att underhandla, förhandlingar fördes sedan under sex veckor, och en stor folkförsamling hölls i Vereeniging, där frågan om motståndets uppgivande omständligt debatterades.

## Efterspel
Som ett resultat av dessa förhandlingar slöts i Pretoria (31 maj 1902) en överenskommelse, enligt vilken alla boer som var i fält överlämnade sina vapen. Edvard VII erkändes som suverän, allmän amnesti utlovades av segrarna och garantier lämnades för rätten att använda det nederländska språkets vid skolundervisningen och inför domstolar. Därjämte ställdes efter lugnare förhållandens återinträdande i utsikt representativa institutioner och slutligen självstyrelse, varjämte invånarnas "repatriation" på sina till stor del förstörda gårdar skulle underlättas genom en kommissions arbeten, och 3 miljoner pound sterling anslogs för detta syftes snara vinnande. Därmed var boerkriget till ända, och under juni månad nedlade de återstående krigarskarorna vapen, varjämte under kriget av britterna tagna krigsfångar transporterades hem, där de enligt överenskommelsen mot erkännande av den brittiska regeringen erhöll medborgarrätt. Insurgenterna i Kapkolonin straffades i första hand genom förlust av politisk rösträtt.